# Stazione di Shin-Otaru
La stazione di Shin-Otaru (新小樽駅?, Shin-Otaru-eki) è una stazione ferroviaria in progetto di Otaru, città giapponese dell'Hokkaidō. La stazione verrà gestita dalla JR Hokkaido e servirà unicamente l'Hokkaidō Shinkansen, in quanto verrà realizzata in un'area separata dalla stazione di Otaru che continuerà a servire le linee regionali.

## Linee
JR Hokkaido
Hokkaidō Shinkansen

## Stazioni adiacenti
| ≪                   | Servizio            | ≫                   |
| Hokkaido Shinkansen | Hokkaido Shinkansen | Hokkaido Shinkansen |
| ------------------- | ------------------- | ------------------- |
| Kutchan             | -                   | Sapporo             |